# Tachina magna
Tachina magna är en tvåvingeart som först beskrevs av Giglio-tos 1890.  Tachina magna ingår i släktet Tachina och familjen parasitflugor. Inga underarter finns listade i Catalogue of Life.